# San Rafael de Olivenza
San Rafael de Olivenza es una pedanía del municipio español de Olivenza, perteneciente a la provincia de Badajoz (comunidad autónoma de Extremadura).

## Situación
Se encuentra a diez kilómetros de Olivenza y a dieciocho de Badajoz; está inmerso en mitad de grandes llanuras y campos de cultivo, conocidos como parcelas. A cinco kilómetros hacia el este se encuentra el embalse de Piedra Aguda, del que se abastecen sus habitantes y sus parcelas mediante canales.

## Población
La pedanía cuenta con 257 habitantes (INE 2013) y se encuentra a 230 metros de altitud.

## Historia
Los inicios de este pueblo se remontan al Plan Badajoz de 1952, una sucesión de planes destinados a apaciguar a los agricultores sin tierra que había por aquel entonces en la provincia de Badajoz. El pueblo se terminó de construir en 1956. En el año 2006 se celebraron las bodas de oro de este lugar, en el que se celebraron diversos actos para conmemorar dicho acontecimiento.

## Patrimonio
Iglesia parroquial católica bajo la advocación de San Rafael Arcángel, en la Archidiócesis de Mérida-Badajoz.